# Mbobomkulite
La mbobomkulite è un minerale delle argille anioniche, dove l'anione è costituito dallo ione nitrato.
La mbobomkulite appartiene al gruppo della calcoalumite.

## Etimologia
Rinvenuto per la prima volta nel 1979, nelle grotte di Mbobo Mkulu, Mpumalanga, Sudafrica da cui ha preso il nome.

## Origine e giacitura
La Mbobomkulite insieme con l'idrombobomkulite e la sveite sono note per essere i minerali da grotta, poiché si rinvengono solo all'interno di esse. La Mbobomkulite deriva dall'interazione di soluzioni di solfato di Nickel, derivanti dal dilavamento di solfati di rame e Nickel, con minerali alluminosilicati e nitrati derivati dal guano di pipistrello (grotte di Mbobo Mkulu, Sudafrica).

## Forma in cui si presenta in natura
Friabili noduli celesti su di una matrice di allofane polverulento.